# Il frutto proibito (film 1921)
Il frutto proibito (Forbidden Fruit) è un film muto del 1921 diretto da Cecil B. DeMille che è autore anche del soggetto insieme a Jeanie Macpherson, autrice della sceneggiatura.

Nel 1915, DeMille aveva girato The Golden Chance, di cui Il frutto proibito è il remake.

## Trama
Per vivere, Mary Maddock è costretta a lavorare come sarta mentre il marito Steve, uno scioperato, perde tutti i loro soldi ai tavoli da gioco. La signora Mallory, una sua cliente, convince Mary a partecipare a una cena in sostituzione di un'invitata assente. Mary, bella ed elegante, fa colpo sull'ospite d'onore della serata, il petroliere Nelson Rogers. La signora Mallory decide così di invitarla a passare alcuni giorni da lei e Mary, irritata con il marito, accetta. Steve, allora, si mette d'accordo con il maggiordomo dei Mallory per rubare in casa. Mentre sta scassinando la cassaforte, viene sorpreso dalla moglie che, riconoscendolo, lancia un grido che sveglia Nelson. Il petroliere, messo di fronte al ricatto di Steve, cede e lo libera, pagandolo perché se ne vada via. Tra Steve e il maggiordomo nasce un alterco che porta alla morte di Steve. Ora Mary è libera e può accettare l'amore di Nelson.

## Produzione
Il film fu prodotto dalla Paramount Pictures (con il nome Famous Players-Lasky Corporation) sotto la supervisione di Howard Higgin. Il budget del film fu di 340.000 dollari. Il Motion Picture Magazine dell'agosto 1922, riportava come costo totale del film la somma di 425.000 dollari.

## Distribuzione
Il copyright del film, richiesto dalla Famous Players-Lasky Corp., fu registrato il 6 gennaio 1921 con il numero LP16001.

Distribuito dalla Paramount Pictures (con il nome Famous Players-Lasky Corporation), il film - presentato da Jesse L. Lasky - uscì nelle sale cinematografiche degli Stati Uniti il 23 gennaio 1921, in quelle italiane l'anno successivo.
Copie complete del film si trovano conservate negli archivi dell'International Museum of Photography and Film at George Eastman House di Rochester, del Museum Of Modern Art di New York, dell'UCLA Film And Television Archive di Los Angeles, della Gosfilmofond di Mosca.